# آرلاو
آرلاو (انگلیسی: Arlau) رودی در کشور آلمان است. این رودخانه پس از طی مسافت ۱۰۰ کیلومتر (۶۲٫۱ مایل) به می‌ریزد.

## مشخصات
طول این رودخانه ۱۰۰ کیلومتر (۶۲٫۱ مایل) است.

## موقعیت
آرلاو در کشور آلمان قرار داشته و از عبور می‌کند.